# IC 5163
IC 5163 је двојна звијезда у сазвјежђу Пегаз која се налази на листи објеката дубоког неба у Индекс каталогу.
Деклинација објекта је + 27° 5' 0" а ректасцензија 22h 5m 46,4s.